# Irodion Ionescu
Irodion Ionescu (n. 1821, București, Țara Românească – d. 3 mai 1900, Mănăstirea Lainici, Gorj, România) a fost un călugăr ortodox român cu rang de protosinghel, stareț al Mănăstirii Lainici (1854–1900), canonizat ca sfânt de Sfântul Sinod al Bisericii Ortodoxe Române în ședința sa din 29 octombrie 2010, cu titulatura „Sfântul Cuvios Irodion de la Lainici” și prăznuirea în ziua de 3 mai.